# Høgsætet
Der Høgsætet (norwegisch für Hochsitz) ist ein 2717 m hoher Berg im ostantarktischen Königin-Maud-Land. Im Borg-Massiv ragt er nordöstlich des Raudberget auf. 
Norwegische Kartographen, die den Berg auch benannten, kartierten ihn anhand geodätischer Vermessungen und Luftaufnahmen der Norwegisch-Britisch-Schwedischen Antarktisexpedition (1949–1952).